# Telefèric de l'Estany Gento
El Telefèric de l'estany Gento va ser construït l'any 1981 per l'empresa Forces Elèctriques de Catalunya, S.A. (FECSA) per substituir l'antic sistema d'accés al llac (format per dos funiculars i un ferrocarril de via estreta -el carrilet-) i facilitar el transport del personal i els materials durant la construcció de la nova central hidroelèctrica reversible Sallente-Estany Gento. El telefèric realitza un servei mixt (viatgers i mercaderies) i és un dels de més gran capacitat de transport d'Europa, ja que pot transportar fins a 25.000 kg de càrrega i durant les obres de la central va arribar a pujar un camió formigonera amb tota la càrrega. Els bonics paisatges de l'estany Gento (2.143 m) i dels llacs propers van propiciar cada vegada més una gran afluència de visitants, la qual cosa va determinar que a partir del 1991 la companyia propietària decidís obrir al públic aquest telefèric durant els mesos d'estiu.
El telefèric de l'estany Gento és una instal·lació força singular. Sobretot pel que fa a la seva comesa i al fet que només hi circuli un sol vehicle. En total hi ha 5 cables: dos de sustentació (sobre els quals llisca la cistella), un de tracció (que estira la cabina), el mateix cable de tracció però de retorn (sense vehicle per traccionar) i finalment un cable auxiliar. A l'estació superior podrem veure que els cables de tracció segueixen una sèrie de politges per donar-los continuïtat. A més a més, també hi ha els tensors, que van lligats a la roca.

## L'antic carrilet de l'estany Gento
El carrilet de l'estany Gento és un petit ferrocarril de cinc quilòmetres i via de 60 cm d'ample que s'usava per transportar materials per a les preses i tots els sistemes hidroelèctrics que es van anar construint durant el segle xx. Actualment, trobarem encara els rails i les travesses en tot el seu traçat, menys en els trams de túnels, on s'han aixecat per facilitar el pas caminant.
S'està estudiant la possibilitat d'arreglar la via, reposar-la en tots els trams i utilitzar-hi uns artefactes dissenyats per la Universitat Politècnica de Catalunya que es podrien desenvolupar al Centre de Formació de SEAT anomenats "tumilets". Seria un vehicle per realitzar el camí a força de braços.